# Paul Anspach
Paul Eugène Albert Anspach (Brüsszel, 1882. április 1. – Forest, 1981. augusztus 28.) olimpiai bajnok belga vívó. Unokatestvére, Henri Anspach szintén olimpiai bajnok vívó.

## Sportpályafutása
Mindhárom fegyvernemben versenyzett, de nemzetközi szintű eredményeit párbajtőrvívásban érte el.